# Mercedes-Benz CLA-класс
Mercedes-Benz CLA-класс (ориг. нем. CLA-Klasse) — серия компактных престижных легковых автомобилей немецкой торговой марки Mercedes-Benz, созданная на платформе компактных моделей A- и B-классов. Премьера состоялась в январе 2013 года на Североамериканском международном автосалоне в Детройте.
Официальные продажи в Европе стартовали в апреле 2013 года, в США — с сентября того же года. Уже за первый год компании удалось реализовать 100 000 единиц автомобилей серии, что представители концерна Daimler AG прокомментировали как «лучший старт за последние 20 лет».
В 2019 году CLA-класс пополнился вторым поколением в лице Mercedes-Benz C118.

## История

### Разработка концепта (2012)

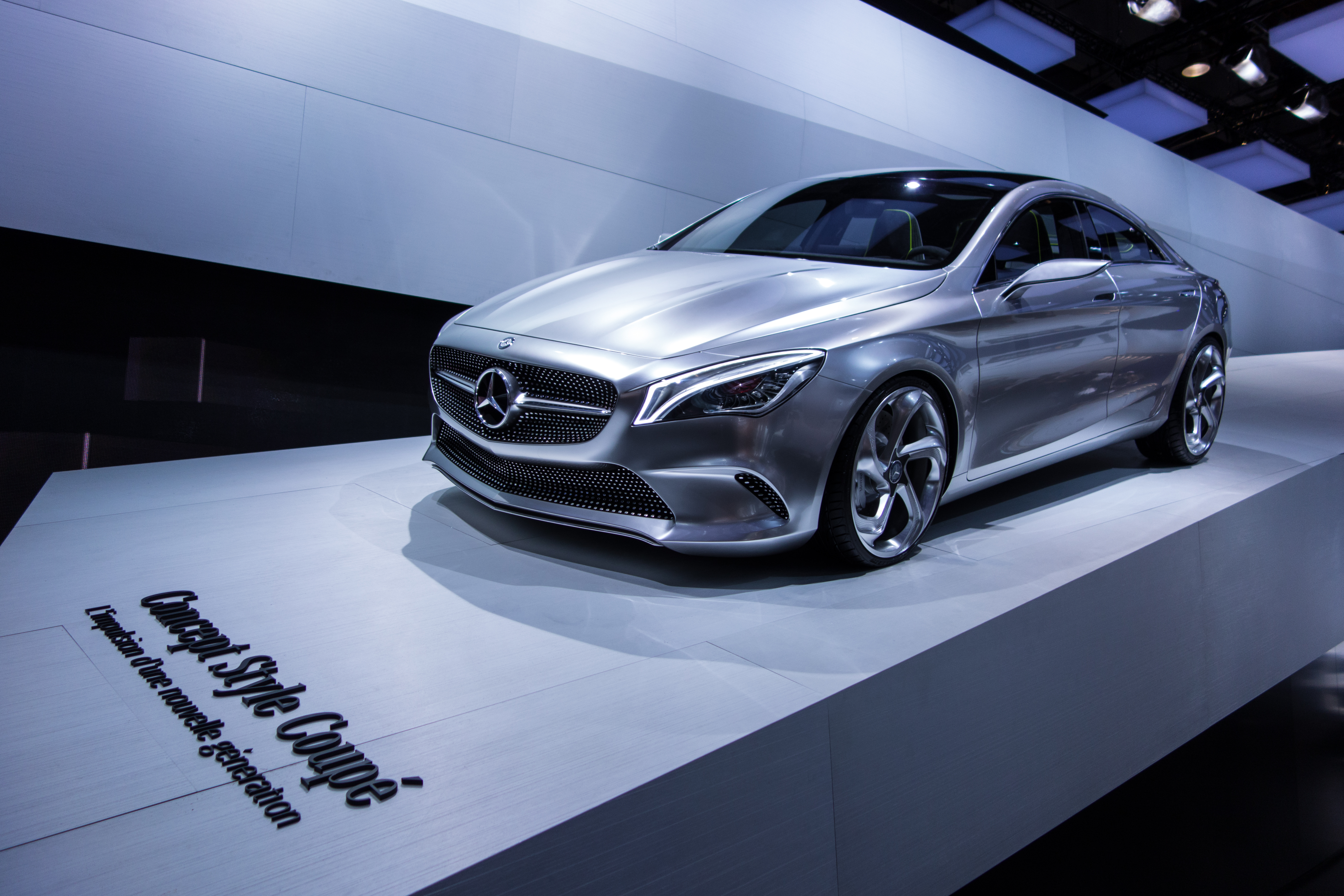
Mercedes-Benz Concept Style Coupé на выставке в Париже

Выпуск CLA-класса предварял показ концептуального купе в 2012 году. Тогда четырёхдверный концепт-кар был представлен сначала в Музее современного искусства Лос-Анджелеса в рамках Avant/Garde Diaries (онлайн журнал и серия глобальных мероприятий, инициированные компанией Mercedes-Benz в 2011 году), затем на Китайском автосалоне и далее на различных международных выставках в течение всего года.
Концепт оснащался 4-цилиндровым двигателем с турбонаддувом, мощностью в 155 кВт (211 лошадиных сил). Среди других характеристик концептуального купе присутствовали полный привод 4MATIC, преселективная автоматическая коробка передач, «алмазная» решётка радиатора, позаимствованная у концепта А-класса, эксклюзивное финишное покрытие кузова «Alubeam», красный цвет фар в режиме ожидания, «поворотники», представляющие собой последовательно загорающиеся отдельные точки. Экстерьер концептуальной модели дополняли 20-дюймовые колёса с перфорацией на спицах, бескаркасные боковые окна, панорамная крыша и задние габаритные фары цвета «красный металлик». В интерьере привлекают внимание приборная панель, выполненная в белом нубуке, антрацитового цвета вставки из алькантары на верхней части панели, спортивный руль, обтянутый замшей, хромированные вставки и чёрная анодированная отделка консоли органов управления, а поверхности вокруг панели бортового компьютера сверкают глянцем чёрного анодированного алюминия. Четыре цельных сиденья со встроенными подголовниками достались данной модели от спортивной версии нового A-класса, в то время как вентиляционные сопла на приборной панели — от концепта А-класса.

### Первая серия (2013—2019)
Mercedes-Benz CLA 200 (C117)
Серийный вариант нового купе от Mercedes-Benz с внутренним индексом C117 был продемонстрирован в 2013 году на Североамериканском международном автосалоне, а его продажи стартовали в апреле 2013 года для рынка Европы. Ранние модели включали CLA 180, CLA 180 Blue EFFICIENCY Edition, CLA 200, CLA 250 и CLA 220 CDI. Виртуальный автомобиль 2014 года был показан в 2013-м на Канадском международном автосалоне в Торонто. Аналогичная виртуальная модель была продемонстрирована в рамках Нью-Йоркского международного автосалона в марте 2013 года. Зрители смотрели на автомобиль через специальный дисплей, который как будто защищал машину, вращающуюся на платформе.
По заявлению представителей компании Mercedes-Benz, автомобиль имеет самые лучшие аэродинамические характеристики среди серийных машин, имея коэффициент аэродинамического сопротивления 0,23 и превосходя таким образом предыдущего чемпиона по аэродинамике, Tesla Model S (0,24). Тем не менее, независимое измерение, проведённое американским автомобильным журналом «Car and Driver» в мае 2014 года подтвердило, что коэффициент сопротивления Cd модели компании Tesla действительно равен 0,24, в то время как заявленные показатели Mercedes-Benz были поставлены под сомнение, так как полученные данные для CLA составляли Cd = 0,30. Однако, тест журнала также подвергся критике, так как в исследовании участвовала иной модельный вариант CLA, а не тот, что был заявлен компанией. Автомобиль Mercedes-Benz CLA-класса стал своеобразной вариацией на тему дизайна серии CLS, но только более компактной и лёгкой версией. Серия CLA представлена в переднеприводном и полноприводном исполнении; также покупателям предлагались на выбор 6-ступенчатая ручная коробка передач и 7-ступенчатая автоматическая трансмиссия с двумя сцеплениями.
По аналогии со старшей моделью CLS-класса в 2014 году появилась пятидверная модификация Mercedes-Benz CLA Shooting Brake. Модель была представлена на автосалоне в Лос-Анджелесе. Колёсная база автомобиля увеличилась до 2699 мм. Единственным визуальным изменением является наличие центральной стойки, которая обеспечивает больший запас пространства на заднем сиденье. Она также обеспечила увеличение грузового пространства с 470 до 495 литров, а при складывании задних сидений позволяет использовать максимальный объём в 1354 литра. В 2016 году серия претерпела рестайлинг, который затронул как внешний, так и внутренний вид автомобиля, а также набор дополнительных опций и электронных помощников.

### Вторая серия (2019—)
Mercedes-Benz CLA 180 (C118)
Второе поколение CLA-класса было представлено на выставке Consumer Electronics Show в январе 2019 года, а уже с февраля было налажено производство в городе Кечкемет, Венгрия. Первые автомобили появились на рынке в мае 2019 года. В марте того же года на Женевском автосалоне был представлен вариант в кузове Shooting Brake (заводской индекс X118), продажи стартовали в сентябре 2019 года.

## Продажи
Статистика продаж автомобилей CLA-класса по годам выглядит следующим образом:
| Календарный год | США    | Россия | Европа | Канада |
| --------------- | ------ | ------ | ------ | ------ |
| 2013            | 14 113 | 1633   | 27 598 | 608    |
| 2014            | 27 365 | 2695   | 38 374 | 3851   |
| 2015            | 29 643 | н/д    | 62 100 | 3870   |
| 2016            | 25 792 | н/д    | 65 810 | 4150   |
| 2017            | 20 669 | н/д    | 64 086 | 3764   |
| 2018            | 22 556 | н/д    | 58 522 | 3113   |
| 2019            | 12 400 | н/д    | 61 958 | 1065   |
| 2020            | 8461   | н/д    | 67 319 | 1085   |